# Зюрлайн, Грег
Грег Зюрла́йн (англ. Greg Zuerlein; род. 26 октября 1988 года в Цинциннати, Огайо, США) — бывший американский фигурист, выступавший в танцах на льду. С Мэдисон Чок он стал чемпионом мира среди юниоров 2009 года и победителем юниорского финала Гран-при сезона 2008—2009. Завершил спортивную карьеру в 2011 году и стал хореографом для фигуристов.

## Карьера
Грег начал кататься на коньках в пять лет. До Мэдисон Чок его партнёршей была Анастасия Олсен с которой они выступали только на внутренних американских соревнованиях.
С Мэдисон Чок Грег Зюрлайн встал в 2006 году. Они были 5-ми на чемпионате США среди «новичков» в 2007 году. В 2008 году они завоевали бронзу национального турнира уже на юниорском уровне и впервые отобрались в финал юниорского Гран-при, где стали пятыми.
В сезоне 2008—2009, Чок—Зюрлайн выиграли все старты в которых участвовали, в том числе финал юниорского Гран-при, чемпионат США среди юниоров и чемпионат мира среди юниоров.
В следующем сезоне пара заняла пятое место на чемпионате США и не попала в сборную на чемпионат мира и Олимпийские игры, на чемпионате четырёх континентов они заняли пятое место. В сезоне 2010/2011 завоевав бронзу национального чемпионата, на чемпионате мира вошли в десятку (9-е место). В июне 2011 года спортсмены объявили о распаде своей пары и Грег заявил об окончании своей спортивной карьеры.

## Программы
| Сезон     | Короткий танец                                                  | Произвольный танец                        | Показательные выступления                                                               |
| --------- | --------------------------------------------------------------- | ----------------------------------------- | --------------------------------------------------------------------------------------- |
| 2010–2011 | Фокстрот: "Милорд" Эдит Пиаф & Вальс: "Padam… Padam…" Эдит Пиаф | Саундтрек к фильму "Кабаре"               | "Nothing Else Matters" в исполнении Santa Esmeralda "Satellite" J. Moreno feat. Santana |
| Сезон     | Оригинальный танец                                              | Произвольный танец                        | Показательные выступления                                                               |
| 2009–2010 | "Yema Ya" & "Agua Nile" Afro Cuban Folk                         | "La Vie est Belle" в исполнении Андре Рьё |                                                                                         |
| 2008–2009 | "Minnie the Moocher" & "The Dancing Fool"                       | "Призрак оперы" Эндрю Ллойд Уэббер        | "Come Together" & "Cryin'" Aerosmith                                                    |
| 2007–2008 | Романс "Очи чёрные"                                             | "West Side Story" Леонард Бернстайн       |                                                                                         |

## Спортивные достижения

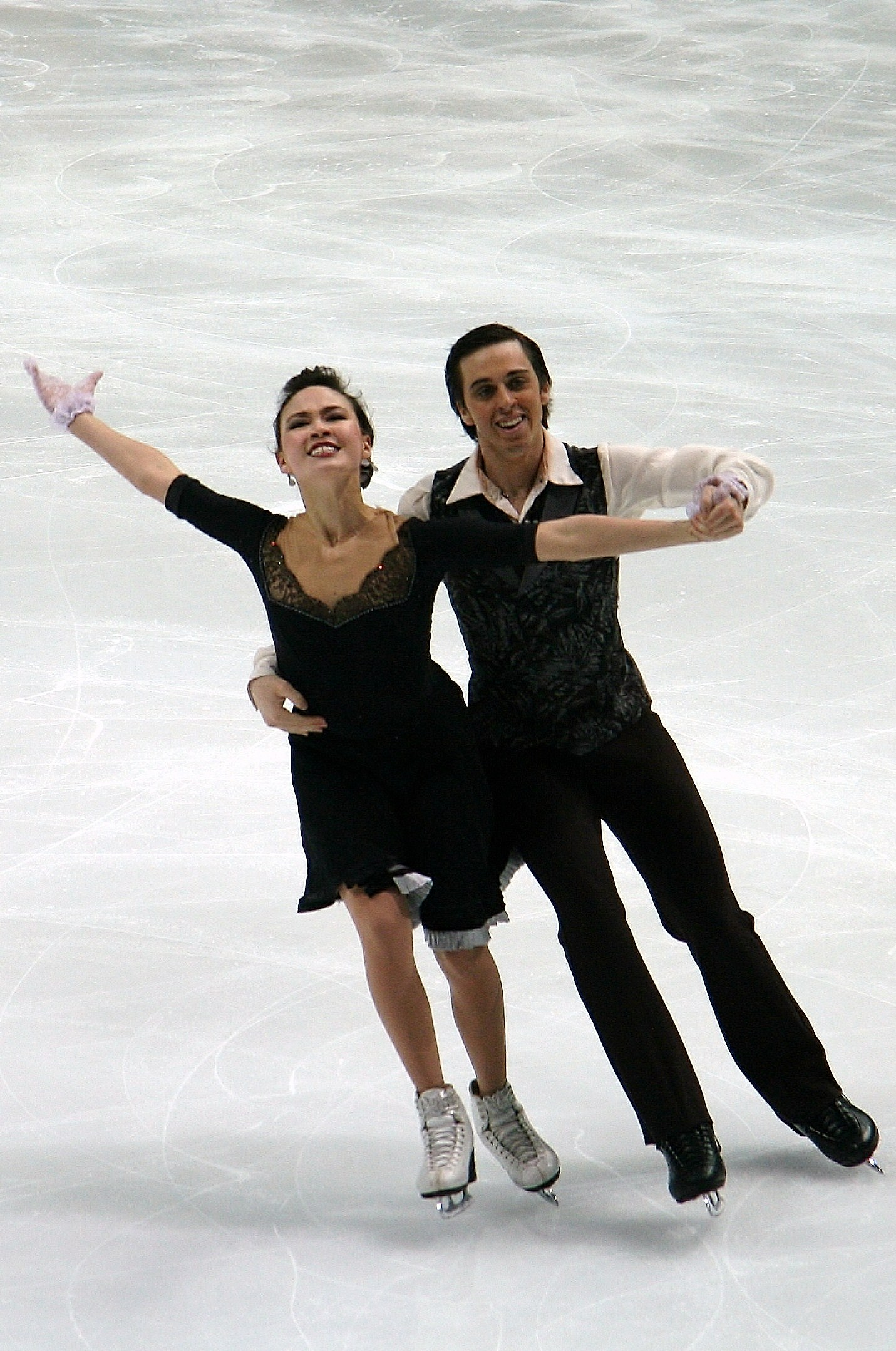
М.Чок и Г.Зюрлайн на чемпионате мира 2011 года.

(с М. Чок)
| Соревнования                              | 2006—2007 | 2007—2008 | 2008—2009 | 2009—2010 | 2010—2011 |
| ----------------------------------------- | --------- | --------- | --------- | --------- | --------- |
| Чемпионаты мира                           |           |           |           |           | 9         |
| Чемпионаты четырёх континентов            |           |           |           | 5         | 5         |
| Чемпионаты мира среди юниоров             |           |           | 1         |           |           |
| Чемпионаты США                            | 5N.       | 3J.       | 1J.       | 5         | 3         |
| Этапы Гран-при:Skate America              |           |           |           | 7         |           |
| Этапы Гран-при:Cup of China               |           |           |           | 8         |           |
| Этапы Гран-при:Skate Canada               |           |           |           |           | 3         |
| Этапы Гран-при:Trophée Eric Bompard       |           |           |           |           | 3         |
| Финалы юниорского Гран-при                |           | 5         | 1         |           |           |
| Этапы юниорского Гран-при, Великобритания |           |           | 1         |           |           |
| Этапы юниорского Гран-при, Италия         |           |           | 1         |           |           |
| Этапы юниорского Гран-при, Германия       |           | 3         |           |           |           |
| Этапы юниорского Гран-при, Эстония        |           | 1         |           |           |           |

- N = уровень «новички»; J = юниорский уровень

(с А. Олсен)
| Соревнования             | 2005—2006 |
| ------------------------ | --------- |
| Чемпионаты США           | 12 N.     |
| Pacific Coast Sectionals | 4 N.      |

## Карьера хореографа
По окончании спортивной карьеры, начал работать в группе своего тренера Игоря Шпильбанда хореографом. Среди его учеников двукратные украинские чемпионы Александра Назарова и Максим Никитин.